# 비밀의 아코짱
《비밀의 아코짱》(일본어: ひみつのアッコちゃん)는 아카츠카 후지오에 의한 일본의 소녀 만화로, 1962년부터 일본의 슈에이샤의 소녀 만화 잡지 "리본"에서 "비밀의 아코 짱"으로 연재가 시작되었다. 이후 1960년대부터 21세기에 이르기까지 종종 텔레비전 애니메이션화되어 인기를 끌었다. 또한, 텔레비전 드라마, 다큐멘터리 영화화도 되었다.
2012년 실사 영화 개봉을 기념하여, 단편 《슷끼리! x 영화 비밀의 아코짱"~ 테쿠마쿠아야콘 테쿠마쿠마야콘 멋진 OL에 습관~! ~》는 2012년 8월 20일부터 31일까지 정보 프로그램 "슷끼리!"안에서 약 1분 플래시 애니메이션이 방송되었다. 전 10화.

## 줄거리
뭐든지 원하는 것으로 변신 할 수 있는 마법의 콤팩트 거울의 정령으로부터 받은 소녀 '아코짱'이 컴팩트의 힘을 사용하여 변신 해 곤경에 처한 사람을 돕는 코미디. 여자가 동경의 직업으로 변신하며, 변신 욕구를 충족 요소는 이후 마법소녀물에 큰 영향을 끼쳤다.

## 애니메이션
애니메이션 제1작은 1969년 1월 6일부터 1970년 10월 26일까지 NET(현 TV 아사히) 계열에서, 제2작은 1988년 10월 9일부터 1989년 12월 24일까지, 제3작은 1998년 4월 5일부터 1999년 2월 28일까지 2,3작 모두 후지 TV 계열에서 방영되었다.

### 등장인물
(제1작 / 제2작 / 제3작 / 플래시 순)
- 아코 - 오오타 요시코 / 호리에 미츠코 / 야마자키 와카나 / 히라노 아야 /이연희 양정화 (비디오 발매) / 김미정 (한국방송 방영판) / 아이유 (대원방송 방영판)

- 모코 - 시라카와 스미코 / 스기야마 카즈코 / 우메다 키쿠미 / 장광 신용우 (비디오 발매) / 김수중 (한국방송 방영판) / 권창욱 (대원방송 방영판)
- 타이쇼 - 오오타케 히로시 / 시요야 요쿠 / 스즈키 타쿠마
- 쇼쇼 - 치이마츠 사치코 / 미와 카츠에 / 코로오기 사토미
- 칸이치 - 츠보이 아키코 / 우에무라 노리코 / 이코마 하루미
- 깜모 - 호리 쥰코→타키가와 마리코 / 츠카세 노리코→미타 유우코 / 타케우치 쥰코
- 치카코 - 마루야마 히로코 / 야마모토 케이코
- 고마 - 카가야 코코→호리 쥰코 / 츠카세 노리코→사토 치에 / 타카오 야스히로
- 아코의 아빠 - 무라코시 이치로 / 긴가 반죠 / 야마구치 켄
- 아코의 엄마 - 세노 레이코 / 오오타 요시코 / 토미나가 미이나
- 사토 선생 - 이치카와 오사무 / 사토 마사하루 / 다카하시 히로키
- 모리야마 선생 - 다카하시 나오코→카가와 코코 / 이로카와 쿄코 / 나가노 아이
- 거울의 여왕 - 마스야마 에이코 / 호리에 미츠코

## 텔레비전 드라마
텔레비전 드라마판은 1987년 2월 9일, 후지 TV 월요 드라마 랜드 시간대(19:30～20:54)에 방송되었다.
주인공 '아코'의 아버지는 중국집 점장이며, "있다"의 말버릇이 있다.

### 출연진
- 아코 - 야기 사오리
- 유키 - 호리에 시노부
- 사야카 - 오오츠카 마미
- 유키 순 - 모토키 마사히로
- 오카다 가와이
- 츠카모토 노부오
- 모타이 마사코

## 영화
《영화 "비밀의 아코짱"》(일본어: 映画 ひみつのアッコちゃん)는 아카츠카 후지오에 의한 일본의 소녀 만화로, 1960년대부터 21세기에 이르기까지 종종 텔레비전 애니메이션화되어 인기를 끌었다. 또한, 텔레비전 드라마, 다큐멘터리 영화화도 되었다. 2012년 개봉한 영화는 "비밀의 아코짱" 탄생 50주년을 기념해, 아야세 하루카, 오카다 마사키 주연으로 실사 영화화되었다..

### 개요
일본에서 공개는 2012년 9월 1일. 감독은 카와무라 야스히로가 맡았고, 배급은 쇼치쿠. 스토리는 영화를 위해 만들어진 완전 오리지널으로, 이야기는 일반 기업 (화장품 회사)을 무대로 전개되고 있다.(아코의 기본 설정 자체는 원작과 동일, 그 정체는 초등학생)
실사 영화 개봉을 기념 해, 일본에서는 주연의 아야세 하루카가 전속 모델인 "SK-II COLOR"와 공동으로 수량 한정으로 컴팩트 거울이 발매되었고, 2012년 8월 27일 자정(날짜는 8월 28일)에 심야 영화 프로그램 《영화 천국》에서 〈실사 판 영화 공개 기념 애니메이션 "비밀의 아코짱" 축제〉라는 제목으로, 텔레비전 애니메이션 전체 3편 중에서 제1탄 "석양에 전하는 천사의 소원"(제44화), 제2탄 "거울 나라의 선물!"(제1화), 제3탄 "치카코의 소문 와니와니!?"(제14화)가 다시 방송되었다..

### 출연진
- 카가미 아츠코 (아코) - 아야세 하루카(22세), 요시다 리코(10세)
- 하야세 나오토 - 오카다 마사키
- 아타미 전무 - 타니하라 쇼스케
- 아오야마 - 후키이시 카즈에
- 수위 - 츠카지 무가 (드렁크 드래곤)
- 나카무라 전 사장 - 오오스기 렌
- 아츠코의 엄마 - 호리우치 케이코
- 총리 부인 - 우치다 슌기쿠
- 쿠로카와 토모미 - 히지이 미카
- 사토 선생 - 카키자와 하야토
- 오바 츠루코 - 모타이 마사코
- 키토 - 카가 타케시 (특별 출연)
- 거울의 정령 - 카가와 테루유키
- 모코 - 호리우치 마리나

### 스탭
- 감독 - 카와무라 야스히로
- * 각본 - 야마구치 마사토시, 오오모리 미카, 후쿠마 쇼지
- 음악 - 엔도 코지
- 기획·제작 프로덕션 - 팁
- 프로덕션 - 씨네 바자
- 배급 - 쇼치쿠
- 기획·제작 - NTV
- 제작 - "영화 비밀의 아코 짱" 제작위원회 (NTV, 팁, 쇼치쿠, 덴츠, 호리프로, 요미우리 TV 방송, DN 드림 파트너즈, 밥, 소니뮤직 엔터테인먼트, 디엔에이, 쇼가쿠칸)

### 주제가
- YUKI "나의 소원"(EPIC 레코드 재팬)